# Nosophora maculalis
Nosophora maculalis là một loài bướm đêm trong họ Crambidae.